# Windbalea viride
Windbalea viride е вид насекомо от семейство Tettigoniidae. Видът е уязвим и сериозно застрашен от изчезване.

## Разпространение
Разпространен е в Австралия.